# Dê Capra Grigia
Dê Capra Grigia, (tiếng Pháp: Chèvre grise des montagnes, tiếng Đức: Graue Bergziege), là giống dê bản địa hiếm có và có nguy cơ tuyệt chủng thuộc nhóm dê nhà có nguồn từ Thụy Sĩ.
Giống dê này bắt nguồn từ các thung lũng của các bang Grisons hoặc Graubünden ở phần phía đông, và của Ticino hoặc Tessin ở phía nam Thụy Sĩ. Giống dê này có thể liên quan đến loại dê màu xám là Dê Passeirer Gebirgsziege từ tỉnh tự trị Bolzano ở đông bắc Italy.

## Lịch sử
Tài liệu về giống dê Capra Grigia trong các thung lũng của Ticino và Grisons cho biết chúng có lịch sử hơn 100 năm. Ba loại dê trong khu vực được phân biệt: Dê Bleni-Valmaggia (Lavizzarer), Dê Liviner (Misoxer) và Dê Riveria. Loài dê này đã không được công nhận trong việc tổ chức lại các giống dê Thụy Sĩ năm 1938, và do chứng bệnh nhiễm trùng viêm não do viêm khớp ở giữa thế kỷ 20 đã góp phần vào sự biến mất gần như hoàn toàn của nó.
Hiệp hội Thụy Sĩ ProSpecieRara đã triển khai một dự án bảo tồn và phục hồi giống dê Capra Grigia vào năm 1997, ghi lại tất cả các thành viên còn sống sót trong một cuốn sách, và bắt đầu một chương trình nhân giống có kiểm soát. Tiêu chuẩn giống được xây dựng vào năm 2005, vào năm 2006, Capra Grigia được chính thức công nhận là giống dê của Thụy Sĩ. Năm 2007, tình trạng bảo tồn của nó được FAO liệt kê là "Nguy cấp". Năm 2008, năm con dê giống hệt nhau đã được phát hiện ở Valchiavenna ở Ý, làm tăng vốn gen. Năm 2011, một hiệp hội giống cho loài dê này mang tên Capra Grigia Schweiz được thành lập.
Vào cuối năm 2011, số lượng dê Capra Grigia trong khoàng 475–490 đã được báo cáo cho DAD-IS.